# أساترو

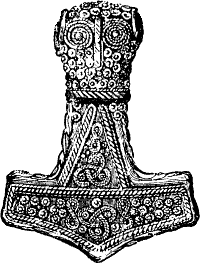

الاساترو هي من مجموعة ديانات وتقاليد وثنية أصلها نرسية، كانت موجودة بين التوتونيون في أوروبا الشمالية.
معظم الجماعات والمؤسسات التي تسمي نفسها «اساترو» تأسس قائمة آلهتها من الميثولوجيا النرسية والقصص الآيسلندية وعلى معلومات تاريخية.

## اقرأ ايضاً
- إيسر (أساطير إسكندنافية)